# 9-es villamos (Bécs)
A bécsi 9-es jelzésű villamos a Westbahnhof és Gersthof, Wallrißstraße között közlekedik. A viszonylatot a Wiener Linien üzemelteti.

## Megállóhelyei
| 9 (Westbahnhof ◄► Gersthof, Wallrißstraße) | 9 (Westbahnhof ◄► Gersthof, Wallrißstraße) | 9 (Westbahnhof ◄► Gersthof, Wallrißstraße) | 9 (Westbahnhof ◄► Gersthof, Wallrißstraße) | 9 (Westbahnhof ◄► Gersthof, Wallrißstraße) |
| Perc (↓)                                   | Megállóhely                                | Perc (↑)                                   | Átszállási kapcsolatok                     |                                            |
| ------------------------------------------ | ------------------------------------------ | ------------------------------------------ | ------------------------------------------ | ------------------------------------------ |
| 0                                          | Westbahnhof végállomás                     | 29                                         | U3 , U6 S50 5, 6, 18, 52, 60               |                                            |
| 2                                          | Urban-Loritz-Platz                         | 27                                         | 6, 18, 49                                  |                                            |
| 3                                          | Beingasse                                  | 25                                         | 49                                         |                                            |
| 5                                          | Schweglerstraße                            | 24                                         | U3 49 12A                                  |                                            |
| 7                                          | Guntherstraße                              | 22                                         |                                            |                                            |
| 9                                          | Camillo-Sitte-Gasse                        | 21                                         | 48A                                        |                                            |
| 11                                         | Panikengasse                               | 19                                         | 48A                                        |                                            |
| 12                                         | Feßtgasse                                  | 17                                         | 46                                         |                                            |
| 14                                         | Johann-Nepomuk-Berger-Platz                | ∫                                          | 2, 44                                      |                                            |
| 15                                         | Johann-Nepomuk-Berger-Platz                | 16                                         | 2, 44                                      |                                            |
| ∫                                          | Mayssengasse                               | 14                                         | 2                                          |                                            |
| 17                                         | Rosensteingasse                            | 12                                         | 43                                         |                                            |
| 19                                         | Elterleinplatz                             | 10                                         | 43                                         |                                            |
| 20                                         | Blumengasse                                | 9                                          |                                            |                                            |
| 21                                         | Vinzenzgasse                               | 7                                          | 42                                         |                                            |
| 22                                         | Sommarugagasse                             | 6                                          | 42                                         |                                            |
| 24                                         | Simonygasse                                | 5                                          | 10A, 42A                                   |                                            |
| 26                                         | Gersthof                                   | 4                                          | S45 40, 41 10A, 42A                        |                                            |
| ∫                                          | Schöffelgasse                              | 1                                          | 40                                         |                                            |
| 27                                         | Gersthof, Wallrißstraße végállomás         | 0                                          |                                            |                                            |